# NGC 15
NGC 15는 페가수스자리에 위치한 정상나선은하이다.